# Hilda Flodin
Hilda Maria Flodin-Laitinen, född 16 mars 1877 i Helsingfors, död där 9 mars 1958, var en finländsk konstnär. Hon var 1908–1914 gift med målaren Juho Rissanen och ingick därefter äktenskap med läkaren Taavi Laitinen.
Flodin studerade 1893–1898 vid Finska konstföreningens ritskola, senare i Italien och Paris, 1899–1902 för bland andra Auguste Rodin. Hon framträdde till 1913 främst som skulptör – en av de första kvinnliga i Finland (byst av Robert Kajanus i marmor, Tänkande gubbe i brons; bidrog till den skulpturala utsmyckningen av försäkringsbolaget Pohjolas hus i Helsingfors). Hon framstod som en begåvad tecknare och började måla först efter 1908. Senare ägnade hon sig främst åt porträttmåleri. Hon deltog i många av Finska konstnärernas utställningar 1899–1930.
Flodin är begraven på Sandudds begravningsplats i Helsingfors.